# Never Be the Same
Never Be the Same è un singolo della cantante statunitense Camila Cabello, pubblicato il 7 dicembre 2017 come secondo estratto dal primo album in studio Camila.

## Descrizione
Si tratta di una ballata power pop, electro e dark pop mid-tempo che presenta sonorità contemporary R&B. La canzone è stata scritta dalla Cabello, Adam Feeney, Leo Rami Dawod, Jacob Ludwig Olofsson, Noonie Bao e Sasha Sloan. Camila ha ammesso di considerare questa come una delle migliori canzoni da lei mai scritta. Ispirata da una passata relazione diventata quasi come una dipendenza, Never Be The Same è stata scritta in meno di un'ora di ispirazione.

## Promozione
La cantante si è esibita con questo brano per la prima volta in televisione al The Tonight Show di Jimmy Fallon il 10 gennaio 2018.

## Video musicale
Il video musicale è stato pubblicato l'8 marzo 2018 sul canale YouTube dell'artista.

## Successo commerciale
Ha raggiunto la top 30 della classifica del Regno Unito.

## Classifiche

### Classifiche settimanali
| Classifica (2018) | Posizione massima |
| ----------------- | ----------------- |
| Australia         | 7                 |
| Austria           | 15                |
| Belgio (Fiandre)  | 51                |
| Belgio (Vallonia) | 54                |
| Canada            | 19                |
| Croazia           | 1                 |
| Danimarca         | 34                |
| Estonia           | 9                 |
| Filippine         | 63                |
| Francia           | 56                |
| Germania          | 30                |
| Grecia            | 8                 |
| Irlanda           | 6                 |
| Italia            | 85                |
| Lettonia          | 9                 |
| Libano            | 9                 |
| Malaysia          | 6                 |
| Norvegia          | 25                |
| Nuova Zelanda     | 8                 |
| Paesi Bassi       | 27                |
| Polonia           | 33                |
| Portogallo        | 4                 |
| Regno Unito       | 7                 |
| Repubblica Ceca   | 12                |
| Romania           | 23                |
| Singapore         | 10                |
| Slovacchia        | 16                |
| Slovenia          | 35                |
| Spagna            | 38                |
| Stati Uniti       | 6                 |
| Svezia            | 39                |
| Svizzera          | 23                |
| Ungheria          | 9                 |

### Classifiche di fine anno
| Classifica (2018) | Posizione |
| ----------------- | --------- |
| Australia         | 34        |
| Brasile           | 193       |
| Canada            | 24        |
| Croazia           | 26        |
| Estonia           | 73        |
| Nuova Zelanda     | 37        |
| Regno Unito       | 58        |
| Stati Uniti       | 18        |